# Grain of Soul
Grain of Soul ist das vierte Studioalbum der deutschen Bluesrock-Band Zodiac. Es erschien am 29. Juli 2016 über Napalm Records.

## Entstehung
Nachdem die Band bislang ihre Alben im Jahrestakt veröffentlicht haben wollten die Musiker nach dem Vorgängeralbum Sonic Child aus dem Jahre 2014 etwas mehr Abstand zum nächsten Album nehmen. Während die Band im April 2015 ihr erstes Livealbum Road Tapes Vol. 1 veröffentlichten arbeiteten die Musiker schon an neuen Ideen. Während des Songwritings merkte die Band schnell, dass sie für das neue Album kompaktere und härtere Lieder schreiben wollte. Laut Schlagzeuger Janosch Rathmer waren alle Beteiligten der Meinung, dass Sonic Child im Rückblick „zu seicht klang“. Darüber hinaus hörte die Musiker während des Songwritings viel Musik aus den 1990er Jahren und zeigte sich von Bands wie Alice in Chains oder Queens of the Stone Age beeinflusst, die laut Rathmer die gleichen Einflüsse wie Zodiac haben. Darüber hinaus will die Band mit Grain of Soul ein Statement verfassen, dass sich die Band nicht in die Retro-Rock-Ecke drängen lassen will.
Im Gegensatz zu den früheren Alben machte die Band eine ausgedehnte Vorproduktion und nahm im Laufe der Zeit drei Demos auf. Aufgenommen und gemischt wurde das Album mit den Produzenten Arne Neurand, der unter anderem auch schon mit Guano Apes, Revolverheld oder Subway to Sally zusammengearbeitet hat. Die Aufnahmen waren laut Sänger Nick van Delft innerhalb von zwei Wochen abgeschlossen und fanden in den Horus Sound Studios in Hannover statt. Das Mastering übernahm Jean-Pierre Chalbos. Für die Lieder Follow You und Animal wurden Musikvideos gedreht. Der Albumtitel Grain of Soul ist laut Nick van Delft eine Reflexion seiner inneren Selbst, da die Texte sehr persönlich gehalten sind.

## Hintergrund
Der Albumtitel beschäftigt sich mit der Seele in all seinen Facetten. Laut dem Bassisten Ruben Claro geht es in den Texten und menschliche Stärken und Schwächen, Ängste und Zweifel, Fehler, Egoismus sowie Leidenschaft. Teilweise werden in den Texten auch persönliche Geschichten der Musiker verarbeitet. Der Totenkopf auf dem Albumcover stellt die menschliche Seele dar, die ausbrechen will. In Rebirth by Fire geht es darum, aus dunklen bzw. schlimmen Situationen gestärkt herauszukommen.
Mit dem Lied Animal wird die Menschheit kritisiert, die anderen Menschen Leid zufügt und dies nicht merkt. Die Menschen würden laut Claro aus Habgier und Dummheit die Erde zerstören. Claro stellte dabei die These auf, dass die Tiere intelligenter wären als Menschen. Follow You handelt von Erinnerungen, die einen Menschen bis zum Tod begleiten. Down handelt von Gamajun, einen Vogel aus der russischen Mythologie. Dieser Vogel hat den Kopf einer Frau und ist z. B. auf dem Wappen der Oblast Smolensk zu finden.

## Rezeption
Für Oliver Paßgang vom Onlinemagazin Powermetal.de ist Grain of Soul „die erhoffte und erwartete Weiterentwicklung, unaufgeregt wie immer, mit klareren Konturen als je zuvor und einem Fokus auf Rock und nichts als Rock“. Das Lied Follow You ist für ihn „ein schier unglaublich gefühlvoller Rock-Song“. Paßgang vergab 8,5 von zehn Punkten. Reinhold Reither vom Onlinemagazin Metalnews.de bemerkte, dass sich Zodiac „nicht gänzlich neu erfunden hätten“. Das „konsequente Verbannen nahezu jeglicher bluesiger Teile“ würde der Band „erfreulicherweise verdammt gut stehen“, wofür er fünf von sieben Punkten vergab.
Für Michael Walzl vom österreichischen Onlinemagazin Stormbringer präsentiert sich die Band „zeitlos rockend“ und „handwerklich über allen Zweifeln erhaben“. Da es „an zwingenden Hooks und Refrains fehlt“ vergab Walzl drei von fünf Punkten. Dorian Gorr vom deutschen Magazin Metal Hammer bezeichnete Grain of Soul als „selbstbewusste Kampfansage“ der Band, bemängelte aber, dass „sich Zodiac häufiger aus der Sicherheit des Altbewährten heraustrauen sollten“. Gorr vergab vier von sieben Punkte.
Grain of Soul stieg auf Platz 36 der deutschen Albumcharts ein.